# Franz Ludwig Meyr
Franz Ludwig Meyr (* 11. April 1826 in Waldkirch; † 22. August 1907 in Sirnach) war ein deutscher Hofgerichtsrat und Mitglied des Reichstags des Deutschen Kaiserreichs.

## Leben
Schulz studierte Rechtswissenschaft in Freiburg und war danach als Amtmann in Villingen und Jestetten tätig. Später wurde er Hofgerichtsrat am Hofgericht Konstanz. 1880 verließ er das Hofgericht. Er hatte im Kulturkampf die katholische Kirche vertreten und sich den Zorn des badischen Innenministers Julius Jolly zugezogen. Später lebte er in Freiburg, München und Sirnach in der Schweiz.
Von 1862 bis 1865 und von 1879 bis 1887 gehörte er der 2. Kammer der Badischen Ständeversammlung an. Am 26. Januar 1880 gewann er als Kandidat der Zentrumspartei eine Ersatzwahl im Reichstagswahlkreis Baden 7 (Offenburg, Kehl) und gehörte dem Reichstag bis zum Ende der Legislaturperiode im Jahre 1881 an.